# Кароль Стецький
Ка́роль Сте́цький (пом. до 1811) — руський (український), польський шляхтич з роду Стецьких, власного гербу Радван. Землевласник у Волинському воєводстві, військовий діяч Речі Посполитої.

## Біографія
Кароль Стецький — син великокоронного хорунжого, старости овруцького Яна Казимира Стецького, та шляхтянки Маріанни-Терези Малаховської — доньки канцлера великого коронного Яна Малаховського та Ізабелли Гумецької.
Від батька отримав у спадок волинські маєтки Шпанів і Кустин. Відомий у військовому званні полковника війська польського. У шлюбі з Маріанною Морштин — донькою Іоахима Морштина, та Соломії Велопольської. Мав єдину відому доньку Олександру, яка народилася в 1795 році. Станом на 1811 рік, Кароль Стецький вже не жив. У проміжку цього часу, його дружина вдруге взяла шлюб з генералом Каролем-Отто Князевичем. У 1811 році, вона склала свій тестамент, у якому записала всі свої маєтки доньці, а її опікуном призначила чоловіка, вітчима Олександри. У 1815 році вона вийшла заміж за Михайла-Гедеона кн. Радивила.